# 雄安大学
雄安大学，是位于河北省保定市雄安新区的一所筹备中的高校，规划用地位于雄安新区启动区东北部，占地总面积170公顷，建筑规划总规模约110万平方米。

## 筹备概况
2018年，中共中央、国务院于批复的《河北雄安新区规划纲要》提出以新机制、新模式努力建设世界一流的雄安大学。2019年9月6日，中国雄安集团招标采购管理平台发布《雄安大学主校区校园规划设计1标段（规划与建筑概念初步方案）投标邀请书》，开始对雄安大学主校区校园规划设计进行招标，招标信息显示雄安大学主校区的规划用地位于雄安新区启动区东北部，处于高等教育与科创区内，毗邻科研区、未来岛等。